# Zmajevac (biljni rod)
Zmajevac (lat. Dracaena), veliki biljni rod iz porodice šparogovki. Odlikuje se dugim kopljastim listovima. Često se sadi kao ukrasna biljka, a odlikuju se i sposobnošću pročišćivanja zraka.
U rod su uključene i vrste nekadašnjeg roda Sansevieria, pa mu sada pripada 190 vrsta vazdazelenih grmova i drveća u tropskoj Americi, Africi, Aziji i Australiji

## Vrste
1. Dracaena acaulis Baker
2. Dracaena acutissima Hua
3. Dracaena adamii Hepper
4. Dracaena aethiopica (Thunb.) Byng & Christenh.
5. Dracaena afromontana Mildbr.
6. Dracaena ajgal (Benabid & Cuzin) Rivas Mart., Molero Mesa, Marfíl & G.Benítez
7. Dracaena aletriformis (Haw.) Bos
8. Dracaena americana Donn.Sm. in C.S.Sargent
9. Dracaena angolensis (Welw. ex Carrière) Byng & Christenh.
10. Dracaena angustifolia (Medik.) Roxb.
11. Dracaena arborea (Willd.) Link
12. Dracaena arborescens (Cornu ex Gérôme & Labroy) Byng & Christenh.
13. Dracaena ascendens (L.E.Newton) Byng & Christenh.
14. Dracaena aubryana Brongn. ex É.Morren
15. Dracaena australasica  (Ridl.) Jankalski
16. Dracaena bacularis (Pfennig ex A.Butler & Jankalski) Byng & Christenh.
17. Dracaena bagamoyensis (N.E.Br.) Byng & Christenh.
18. Dracaena ballyi (L.E.Newton) Byng & Christenh.
19. Dracaena bhitalae (Webb & Newton) Takaw.-Ny. & Mucina
20. Dracaena bicolor Hook.
21. Dracaena borneensis (Merr.) Jankalski
22. Dracaena brachyphylla Kurz
23. Dracaena bracteata (Baker) comb.ined.
24. Dracaena braunii Engl.
25. Dracaena brevifolia (L.E.Newton) Takaw.-Ny. & Thiede
26. Dracaena breviflora Ridl.
27. Dracaena bueana Engl.
28. Dracaena buettneri Engl.
29. Dracaena bugandana Byng & Christenh.
30. Dracaena bukedea Takaw.-Ny. & Mucina
31. Dracaena burdettii (Chahin.) Byng & Christenh.
32. Dracaena burmanica (N.E.Br.) Byng & Christenh.
33. Dracaena bushii Damen
34. Dracaena caboverdeana (Marrero Rodr. & R.S.Almeida) Rivas Mart., Lousã, J.C.Costa & Maria C.Duarte
35. Dracaena calocephala Bos
36. Dracaena cambodiana Pierre ex Gagnep.
37. Dracaena camerooniana Baker
38. Dracaena canaliculata (Carrière) Byng & Christenh.
39. Dracaena cantleyi Baker
40. Dracaena cerasifera Hua
41. Dracaena chahinianii (Webb & Myklebust) Takaw.-Ny. & Mucina
42. Dracaena chiniana I.M.Turner
43. Dracaena cinnabari Balf.f.
44. Dracaena cochinchinensis (Lour.) S.C.Chen
45. Dracaena coleana (T.G.Forrest) Takaw.-Ny. & Thiede
46. Dracaena concinna Kunth
47. Dracaena conduplicata (T.C.Cole & T.G.Forrest) Takaw.-Ny. & Thiede
48. Dracaena conferta Ridl.
49. Dracaena congoensis Hua
50. Dracaena conspicua (N.E.Br.) Byng & Christenh.
51. Dracaena cristula W.Bull
52. Dracaena cubensis Vict.
53. Dracaena curtisii Ridl.
54. Dracaena cuspidata Ridl.
55. Dracaena cuspidibracteata Engl.
56. Dracaena dawei (Stapf) Byng & Christenh.
57. Dracaena densifolia Baker
58. Dracaena dhofarica (T.A.McCoy & Lavranos) Takaw.-Ny. & Mucina
59. Dracaena downsii (Chahin.) Byng & Christenh.
60. Dracaena draco (L.) L.
61. Dracaena dumetescens (L.E.Newton) Byng & Christenh.
62. Dracaena ebracteata (Cav.) Byng & Christenh.
63. Dracaena eilensis (Chahin.) Byng & Christenh.
64. Dracaena ellenbeckiana Engl.
65. Dracaena elliptica Thunb. & Dalm.
66. Dracaena enchiridiofolia (R.H.Webb & L.E.Newton) Takaw.-Ny. & Thiede
67. Dracaena erythraeae (Mattei) Byng & Christenh.
68. Dracaena fasciata (Cornu ex Gérôme & Labroy) Byng & Christenh.
69. Dracaena finlaysonii Baker
70. Dracaena fischeri Baker
71. Dracaena floribunda Baker
72. Dracaena fontanesiana Schult. & Schult.f. in J.J.Roemer & J.A.Schultes
73. Dracaena forestii (L.E.Newton & R.H.Webb) Takaw.-Ny. & Thiede
74. Dracaena forskaliana (Schult. & Schult.f.) Byng & Christenh.
75. Dracaena fragrans (L.) Ker Gawl.
76. Dracaena francisii (Chahin.) Byng & Christenh.
77. Dracaena frequens (Chahin.) Byng & Christenh.
78. Dracaena gabonica Hua
79. Dracaena glomerata Baker
80. Dracaena goldieana Bullen ex Mast. & T.Moore
81. Dracaena gracillima (Chahin.) Byng & Christenh.
82. Dracaena granulata Hook.f.
83. Dracaena griffithii Regel
84. Dracaena haemanthoides Box ex Damen
85. Dracaena hallii (Chahin.) Byng & Christenh.
86. Dracaena hewittii Ridl.
87. Dracaena hokouensis G.Z.Ye
88. Dracaena hosei (Ridl.) Jankalski
89. Dracaena humiflora (D.J.Richards) Byng & Christenh.
90. Dracaena hyacinthoides (L.) Mabb.
91. Dracaena impressivenia Yu H.Yan & H.J.Guo
92. Dracaena jayniana Wilkin & Suksathan
93. Dracaena jiewhoei Hambali, Sulist. & Rugayah
94. Dracaena kaweesakii Wilkin & Suksathan
95. Dracaena kirkii Baker
96. Dracaena kupensis Mwachala
97. Dracaena laevifolia (R.H.Webb & L.E.Newton) Takaw.-Ny. & Mucina
98. Dracaena lancea Thunb. & Dalm.
99. Dracaena lancifolia (Ridl.) Jankalski
100. Dracaena lavranii (Webb & Myklebust) Takaw.-Ny. & Mucina
101. Dracaena laxissima Engl.
102. Dracaena ledermannii Engl. & Krause
103. Dracaena le-testui Pellegr.
104. Dracaena liberica (Gérôme & Labroy) Byng & Christenh.
105. Dracaena litoralis Mwachala & Eb.Fisch.
106. Dracaena longiflora (Sims) Byng & Christenh.
107. Dracaena longifolia Ridl.
108. Dracaena longipetiolata Mwachala & Eb.Fisch.
109. Dracaena longistyla (la Croix) Byng & Christenh.
110. Dracaena lunatifolia (L.E.Newton) Byng & Christenh.
111. Dracaena maduraiensis (Binojk.) comb.ined.
112. Dracaena maingayi Hook.f.
113. Dracaena malawiana Byng & Christenh.
114. Dracaena mannii Baker
115. Dracaena marachiensis (T.G.Forrest) Takaw.-Ny. & Thiede
116. Dracaena marina Bos ex Damen
117. Dracaena masoniana (Chahin.) Byng & Christenh.
118. Dracaena mikephillipsii (R.H.Webb & L.E.Newton) comb.ined.
119. Dracaena mokoko Mwachala & Cheek
120. Dracaena multiflora Warb. ex P.Sarasin & Sarasin
121. Dracaena neobella Neng Wei, Mwachala, G.W.Hu & Q.F.Wang
122. Dracaena newtoniana (T.G.Forrest) Byng & Christenh.
123. Dracaena nilotica (Baker) Byng & Christenh.
124. Dracaena nitida (Chahin.) Byng & Christenh.
125. Dracaena novoguineensis Gibbs
126. Dracaena nutans Ridl.
127. Dracaena nyangensis Pellegr.
128. Dracaena oddonii De Wild.
129. Dracaena oldupai Takaw.-Ny. & Mucina
130. Dracaena ombet Heuglin ex Kotschy & Peyr.
131. Dracaena ovata Ker Gawl.
132. Dracaena pachyphylla Kurz
133. Dracaena parva (N.E.Br.) Byng & Christenh.
134. Dracaena parviflora Baker
135. Dracaena patens (N.E.Br.) Byng & Christenh.
136. Dracaena pearsonii (N.E.Br.) Byng & Christenh.
137. Dracaena pedicellata (la Croix) Byng & Christenh.
138. Dracaena penangensis Ridl.
139. Dracaena pendula Ridl.
140. Dracaena perrotii (O.Warburg) Byng & Christenh.
141. Dracaena pethera Byng & Christenh.
142. Dracaena petiolata Hook.f.
143. Dracaena pfennigii (Mbugua) Takaw.-Ny. & Thiede
144. Dracaena pfisteri (D.J.Richards) Byng & Christenh.
145. Dracaena phanerophlebia Baker in D.Oliver & auct. suc. (eds.)
146. Dracaena phillipsiae (N.E.Br.) Byng & Christenh.
147. Dracaena phrynioides Hook.
148. Dracaena pinguicula (P.R.O.Bally) Byng & Christenh.
149. Dracaena poggei Engl.
150. Dracaena porteri Baker
151. Dracaena powellii (N.E.Br.) Byng & Christenh.
152. Dracaena powysii (L.E.Newton) Byng & Christenh.
153. Dracaena praetermissa Bos
154. Dracaena purpurea (Ridl.) Jankalski
155. Dracaena raffillii (N.E.Br.) Byng & Christenh.
156. Dracaena reflexa Lam.
157. Dracaena robusta (N.E.Br.) comb.ined.
158. Dracaena robusta Ridl.
159. Dracaena rosulata Mwachala & Eb.Fisch.
160. Dracaena roxburghiana (Schult. & Schult.f.) Byng & Christenh.
161. Dracaena rubroaurantiaca De Wild.
162. Dracaena rugosifolia (R.H.Webb & L.E.Newton) Takaw.-Ny. & Thiede
163. Dracaena sambiranensis (H.Perrier) Byng & Christenh.
164. Dracaena sarawakensis (W.W.Sm.) Jankalski
165. Dracaena scabra Bos
166. Dracaena scimitariformis (D.J.Richards) Byng & Christenh.
167. Dracaena senegambica (Baker) Byng & Christenh.
168. Dracaena serpenta Byng & Christenh.
169. Dracaena serrulata Baker
170. Dracaena siamica Ridl.
171. Dracaena singapurensis Ridl.
172. Dracaena singularis (N.E.Br.) Byng & Christenh.
173. Dracaena sinussimiorum (Chahin.) Byng & Christenh.
174. Dracaena sordida (N.E.Br.) Byng & Christenh.
175. Dracaena soyauxiana Baker
176. Dracaena spathulata Byng & Christenh.
177. Dracaena specksii (Webb & Myklebust) Takaw.-Ny. & Mucina
178. Dracaena spicata Roxb.
179. Dracaena steudneri Engl.
180. Dracaena stuckyi (God.-Leb.) Byng & Christenh.
181. Dracaena subspicata (Baker) Byng & Christenh.
182. Dracaena subtilis (N.E.Br.) Byng & Christenh.
183. Dracaena suffruticosa (N.E.Br.) Byng & Christenh.
184. Dracaena surculosa Lindl.
185. Dracaena talbotii Rendle
186. Dracaena tamaranae Marrero Rodr.
187. Dracaena terniflora Roxb.
188. Dracaena tessmannii Engl. & Krause
189. Dracaena thwaitesii Regel
190. Dracaena timorensis Kunth
191. Dracaena trachystachys Hook.f.
192. Dracaena transvaalensis Baker
193. Dracaena trifasciata (Prain) Mabb.
194. Dracaena umbraculifera Jacq.
195. Dracaena umbratica Ridl.
196. Dracaena vanderystii De Wild.
197. Dracaena vanillosa (M.Burkart & Scharf) Takaw.-Ny. & Thiede
198. Dracaena viridiflora Engl. & K.Krause
199. Dracaena volkensii (Gürke) Byng & Christenh.
200. Dracaena wakaensis Damen & Quiroz
201. Dracaena waltersiae Damen
202. Dracaena xiphophylla Baker
203. Dracaena yuccifolia Ridl.
204. Dracaena yumbiensis (T.G.Forrest & T.C.Cole) comb.ined.
205. Dracaena zebra Byng & Christenh.
206. Dracaena zeylanica (L.) Mabb.
207. Dracaena ×itumea (Mbugua) Byng & Christenh.